# Associazione Sportiva Siracusa 1963-1964
Questa voce raccoglie le informazioni riguardanti l'Associazione Sportiva Siracusa nelle competizioni ufficiali della stagione 1963-1964.

## Rosa
| N. |                    | Ruolo | Calciatore               |
| -- | ------------------ | ----- | ------------------------ |
|    | Italia (bandiera)  | C     | Salvatore Alicata        |
|    | Italia (bandiera)  |       | Ballarin                 |
|    | Italia (bandiera)  | P     | Dante Bendin             |
|    | Uruguay (bandiera) | C     | Washington Cacciavillani |
|    | Italia (bandiera)  | D     | Enrico Cairoli           |
|    | Italia (bandiera)  | C     | Enrico Casini            |
|    | Italia (bandiera)  | D     | Luciano Cerutti          |
|    | Italia (bandiera)  | D     | Vittorio Drago           |
|    | Italia (bandiera)  | C     | Mario Erna               |
|    | Italia (bandiera)  | A     | Danilo Facchin           |
|    | Italia (bandiera)  | D     | Visconti Follador        |

| N. |                   | Ruolo | Calciatore        |
| -- | ----------------- | ----- | ----------------- |
|    | Italia (bandiera) |       | Giocosa           |
|    | Italia (bandiera) | C     | Fabrizo Gualtieri |
|    | Italia (bandiera) | D     | Guglielmo Magazzù |
|    | Italia (bandiera) | C     | Giuseppe Malavasi |
|    | Italia (bandiera) | A     | Giovanni Messina  |
|    | Italia (bandiera) | C     | Luigi Musiani     |
|    | Italia (bandiera) | C     | Claudio Nassi     |
|    | Italia (bandiera) |       | Pagano            |
|    | Italia (bandiera) | P     | Lino Ratto        |
|    | Italia (bandiera) | A     | Rocco Testa       |